# Foot Ball Club Spezia 1906 1970-1971
Questa voce raccoglie le informazioni riguardanti il Foot Ball Club Spezia 1906 nelle competizioni ufficiali della stagione 1970-1971.

## Stagione
Nella stagione 1970-1971 lo Spezia disputa il girone B del campionato di Serie C, con 37 punti ottiene la nona posizione di classifica, il torneo promuove in Serie B il Genoa con 56 punti, davanti alla Spal con 54 punti, scendono in Serie D l'Aquila Montevarchi con 32 punti, la Torres di Sassari con 27 punti ed il Ravenna con 22 punti.
Dopo l'interregnno di Alberto del Santo, lo Spezia ora ha un nuovo presidente, si tratta di Alfeo Mordenti, il passaggio delle consegne con il gruppo di Guerriero Menicagli viene firmato in Luglio. Il nuovo mister spezzino è Feliciano Orazi. La difesa degli aquilotti perde pezzi importanti quali Marco Rossinelli ceduto alla Sampdoria, ed il portiere Roberto Marconcini rientrato al Pisa. Arrivano però due nuovi attaccanti che danno una bella spinta in fase realizzativa segnando 22 reti, Angelo Spanio dal Cesena che realizza 13 reti, e Roberto Rolla dal Foggia, che realizza 9 centri. Grazie a loro lo Spezia disputa un onorevole campionato, stazionando quasi stabilmente a centro classifica. Dopo 38 anni torna il derby con il vecchio Genoa, caduto nel baratro della Serie C, anche se solo provvisoriamente, i rossoblù vincono entrambe le partite, ma almeno gli spalti del Picco tornano ad ospitare un pubblico di categoria superiore. Una curiosità, le squadre liguri che si combattono sono ben cinque in questo girone, con Spezia e Genoa, anche Imperia, Savona ed Entella.

## Rosa
| N. |                   | Ruolo | Calciatore        |
| -- | ----------------- | ----- | ----------------- |
|    | Italia (bandiera) | A     | Lorenzo Baldoni   |
|    | Italia (bandiera) | A     | Luciano Biscioni  |
|    | Italia (bandiera) | C     | Giampaolo Bonanni |
|    | Italia (bandiera) | D     | Vito Callioni     |
|    | Italia (bandiera) | A     | Giovanni Console  |
|    | Italia (bandiera) | C     | Ilario Dido       |
|    | Italia (bandiera) | D     | Enrico Dordoni    |
|    | Italia (bandiera) | P     | Farouk El Bay     |
|    | Italia (bandiera) | D     | Giorgio Favara    |
|    | Italia (bandiera) | D     | Furio Finetti     |
|    | Italia (bandiera) | C     | Giorgio Giulietti |

| N. |                   | Ruolo | Calciatore        |
| -- | ----------------- | ----- | ----------------- |
|    | Italia (bandiera) | P     | Marcello Grassi   |
|    | Italia (bandiera) | C     | Giancarlo Magnani |
|    | Italia (bandiera) | C     | Vittorio Memo     |
|    | Italia (bandiera) | D     | Osvaldo Motto     |
|    | Italia (bandiera) | A     | Mario Pellizzoni  |
|    | Italia (bandiera) | A     | Alfredo Polato    |
|    | Italia (bandiera) | A     | Corrado Poletto   |
|    | Italia (bandiera) | A     | Roberto Rolla     |
|    | Italia (bandiera) | C     | Lorenzo Rollando  |
|    | Italia (bandiera) | C     | Angelo Spanio     |
|    | Italia (bandiera) | D     | Marco Zignego     |

## Risultati

### Serie C girone B

#### Girone di andata
| Arbitro: | Fiorenza (Torre Annunziata) |

|                        |           |  |
| Caposciutti 59’ (rig.) | Marcatori |  |

| Arbitro: | Iseppi (San Donà di Piave) |

|                              |           |              |
| Cagnazzo 20’, 89’ Monari 33’ | Marcatori | 87’ Rollando |

| Arbitro: | Vaccaro (Torino) |

|                       |           |           |
| Spanio 1’, 44’ (rig.) | Marcatori | 19’ Garri |

| Arbitro: | Scolari (Verona) |

|                               |           |                               |
| Spanio 22’ (rig.) Baldoni 79’ | Marcatori | 8’ Gittone 14’ (rig.) Barbana |

| Arbitro: | Ciulli (Roma) |

|           |           |  |
| Bulli 89’ | Marcatori |  |

| Ancona 18 ottobre 1970 6ª giornata | Anconitana        | 0 – 0 | Spezia | Stadio Dorico\| Arbitro: \| Ambrosio (Napoli) \| |
| Arbitro:                           | Ambrosio (Napoli) |       |        |                                                  |

| Arbitro: | Beretta (Milano) |

|            |           |  |
| Spanio 40’ | Marcatori |  |

| Arbitro: | Fuschi (Pescara) |

|  |           |           |
|  | Marcatori | 17’ Rolla |

| Arbitro: | Tempio (Catania) |

|                        |           |                    |
| Rolla 43’ Rollando 83’ | Marcatori | 88’ (rig.) N. Bini |

| Viareggio 15 novembre 1970 10ª giornata | Viareggio                   | 0 – 0 | Spezia | Stadio dei Pini\| Arbitro: \| Moretto (San Donà di Piave) \| |
| Arbitro:                                | Moretto (San Donà di Piave) |       |        |                                                              |

| Arbitro: | Bassignana (Pavia) |

|           |           |  |
| Rolla 69’ | Marcatori |  |

| Arbitro: | Busalacchi (Palermo) |

|                      |           |          |
| Rolla 4’ Poletto 31’ | Marcatori | 53’ Rosa |

| Prato 6 dicembre 1970 13ª giornata | Prato            | 0 – 0 | Spezia | Stadio Lungobisenzio\| Arbitro: \| Baciucchi (Roma) \| |
| Arbitro:                           | Baciucchi (Roma) |       |        |                                                        |

| Arbitro: | Moretto (San Donà di Piave) |

|             |           |            |
| Cairoli 84’ | Marcatori | 26’ Polato |

| Arbitro: | Albertini (Torino) |

|                               |           |                                      |
| Spanio 7’, 22’ Rolla 53’, 63’ | Marcatori | 41’ (aut.) Giulietti 59’, 71’ Serina |

| Arbitro: | Sansò (Gallipoli) |

|                                |           |  |
| Alessandrini 45’ Cittadini 66’ | Marcatori |  |

| Arbitro: | Porcelli (Lodi) |

|  |           |         |
|  | Marcatori | 4’ Cini |

| La Spezia 17 gennaio 1971 18ª giornata | Spezia                | 0 – 0 | Olbia | Stadio Alberto Picco\| Arbitro: \| Governa (Alessandria) \| |
| Arbitro:                               | Governa (Alessandria) |       |       |                                                             |

| Arbitro: | Tempio (Catania) |

|                |           |                   |
| Sassi 37’, 53’ | Marcatori | 56’ (rig.) Spanio |

#### Girone di ritorno
| Arbitro: | Menegali (Roma) |

|             |           |                             |
| Magnani 77’ | Marcatori | 13’ Rasi 17’, 68’ Carnevali |

| Arbitro: | Lazzaroni (Milano) |

|              |           |                    |
| Rollando 42’ | Marcatori | 39’ (rig.) Volpato |

| Arbitro: | Martinelli (Catanzaro) |

|             |           |  |
| Spadoni 52’ | Marcatori |  |

| Chiavari 22 febbraio 1971 23ª giornata | Entella Chiavari | 0 – 0 | Spezia | Stadio Comunale\| Arbitro: \| Ciulli (Roma) \| |
| Arbitro:                               | Ciulli (Roma)    |       |        |                                                |

| Arbitro: | Sgherri (Grosseto) |

|                                               |           |                       |
| Rollando 20’ Spanio 36’ Rolla 55’ Magnani 78’ | Marcatori | 88’ (rig.) Barlassina |

| Arbitro: | Laurenti (Padova) |

|                      |           |              |
| Spanio 35’ Rolla 70’ | Marcatori | 80’ Ballario |

| Arbitro: | De Fazio (Torino) |

|                             |           |              |
| Oltramari 68’ Campanini 72’ | Marcatori | 75’ Callioni |

| La Spezia 28 marzo 1971 27ª giornata | Spezia          | 0 – 0 | Montevarchi | Stadio Alberto Picco\| Arbitro: \| Pompili (Lecco) \| |
| Arbitro:                             | Pompili (Lecco) |       |             |                                                       |

| Arbitro: | Giardini (Legnano) |

|                                       |           |  |
| Dordoni 57’ (aut.) Bonanni 83’ (aut.) | Marcatori |  |

| La Spezia 11 aprile 1971 29ª giornata | Spezia              | 0 – 0 | Viareggio | Stadio Alberto Picco\| Arbitro: \| Vannucchi (Bologna) \| |
| Arbitro:                              | Vannucchi (Bologna) |       |           |                                                           |

| Arbitro: | Lenardon (Siena) |

|           |           |            |
| Ciani 20’ | Marcatori | 82’ Spanio |

| Arbitro: | Andreoli (Padova) |

|                    |           |            |
| Dordoni 50’ (aut.) | Marcatori | 20’ Spanio |

| La Spezia 2 maggio 1971 32ª giornata | Spezia             | 0 – 0 | Prato | Stadio Alberto Picco\| Arbitro: \| Albertini (Torino) \| |
| Arbitro:                             | Albertini (Torino) |       |       |                                                          |

| Arbitro: | Bianchi (Firenze) |

|                   |           |              |
| Spanio 22’ (rig.) | Marcatori | 12’ Musiello |

| Arbitro: | Governa (Alessandria) |

|              |           |                      |
| Andreoli 19’ | Marcatori | 34’ Spanio 76’ Rolla |

| Arbitro: | Iseppi (San Donà di Piave) |

|             |           |  |
| Console 51’ | Marcatori |  |

| Arbitro: | Porcelli (Lodi) |

|                     |           |  |
| Speggiorin 51’, 59’ | Marcatori |  |

| Arbitro: | Busalacchi (Palermo) |

|            |           |  |
| Caocci 65’ | Marcatori |  |

| La Spezia 13 giugno 1971 38ª giornata | Spezia          | 0 – 0 | Torres | Stadio Alberto Picco\| Arbitro: \| Bonassi (Parma) \| |
| Arbitro:                              | Bonassi (Parma) |       |        |                                                       |